# Ledhujka
Die Ledhujka, auch Ledhuje, ist ein linker Nebenfluss der Metuje in Tschechien. 

## Verlauf
Die Ledhujka entspringt nördlich des Dorfes Slavný am Ovčín im Falkengebirge auf dem Gebiet des Nationalen Naturreservats (NPP) Polické stěny. Der Bach stürzt auf seinem nicht immer wasserführenden Oberlauf anfänglich mit südwestlicher Richtung durch die Schlucht Liščí rokle und fließt dann durch die Schlucht Hruškova rokle nach Westen. An der Grenze des Naturreservats mündet rechtsseitig ein in der Schlucht Hájkova rokle entstehendes Bächlein ein, das kurz vor der Mündung in zwei Stufen von 2 bzw. 3,5 m Höhe im Wasserfall Suchodolská Niagára herabstürzt.
Am Mittellauf des Baches, der mit westlicher Richtung in die Polická pánev (Politzer Becken) führt, erstrecken sich die Dörfer Suchý Důl, Ochoz, Velká Ledhuje und die Stadt Police nad Metují. Danach fließt der Bach in einem Kerbtal zwischen Radešov und Zděřina hindurch nach Südwesten und mündet an der ehemaligen Brückenmühle bei Petrovice in die Metuje.
Die Ledhujka hat eine Länge von 6,9 km; der mittlere Durchfluss an der Mündung beträgt 0,29 m³/s. Der Bach hat keine nennenswerten Zuflüsse.